# Nakano (Nagano)
Nakano (中野市 -shi) é uma cidade japonesa localizada na província de Nagano.
Em 2003 a cidade tinha uma população estimada em 42 526 habitantes e uma densidade populacional de 550,00 h/km². Tem uma área total de 77,32 km².
Recebeu o estatuto de cidade a 1 de Julho de 1954.